# بوب وتون
بوب وتون (بالإنجليزية: Bob Wootton)‏ هو عازف قيثارة وموسيقي أمريكي، ولد في 4 مارس 1942، وتوفي في 9 أبريل 2017.

## وصلات خارجية
- بوب وتون على موقع IMDb (الإنجليزية)
- بوب وتون على موقع ميوزك برينز (الإنجليزية)
- بوب وتون على موقع ديسكوغز (الإنجليزية)
- بوب وتون على موقع قاعدة بيانات الفيلم (الإنجليزية)